# サミュエル・インガム (関税局長官)
サミュエル・インガム（Samuel Ingham, 1793年9月5日 - 1881年11月10日）は、アメリカ合衆国コネチカット州の政治家。1857年から1861年まで関税局長官を務めた。

## 生涯
1793年、インガムはコネチカット州ヘブロンにおいて誕生した。インガムはバーモント州の公立学校で教育を受けた。インガムは法律を学び、1815年に弁護士の認可を受けた。インガムはバーモント州カナンで弁護士業を開業した。インガムはその後コネチカット州ジューエット・シティへ事務所を移し、1819年には同州セイブルック（現在のエセックス）へと移った。
インガムは1827年から1835年までコネチカット州ミドルセックス郡の州検事を担当した。1829年から1833年までは検認裁判所の判事も務めた。また1843年から1844年にも、ミドルセックス郡の州検事を担当した。その後1849年から1853年まで、ミドルセックス郡裁判所の判事を務めた。
インガムは1828年、1834年、1851年、1852年のコネチカット州下院議会で議員を務めた。1851年と1852年の州議会では議長を担当した。
1834年、インガムは連邦議会の下院議員選挙に出馬し、初当選を果たした。インガムは続く1836年の下院議員選挙でも勝利し、第25回アメリカ合衆国議会では海軍委員会の議長を務めた。しかしながら1838年、インガムは3度目の選出を目指した下院議員選挙で敗北した。
インガムは1843年から1850年までコネチカット州上院議員を務めた。1854年に連邦議会の上院議員選出を目指したが、選出は認められなかった。その後インガムはアメリカ合衆国関税局長官に指名され、1857年12月5日から1861年5月14日までこの職を務めた。
関税局長官を退任後、インガムは再び弁護士業を開始した。そして1881年、インガムはコネチカット州エセックスで死去した。インガムの遺体はエセックスのリバー・ビュー墓地に埋葬された。